# Ryan Carnes
Ryan Gregg Carnes (Pittsfield, 21 novembre 1982) è un attore statunitense.

## Biografia
Ha frequentato l' Università di Duke, dove era un membro della DUMB, la Duke University Marching Band, ed è un batterista compiuto dall'età di 15 anni.
Partendo con una campagna pubblicitaria statunitense nel 2003, sia sulla stampa che in spot pubblicitari, per la Nintendo, inizia la sua carriera di attore nel 2004, quando ha interpretato il ruolo di Lucas Jones, nella soap opera americana General Hospital venendo poi sostituito nel ruolo da Ben Hogestyn nel 2005. Ritorna nel ruolo del dr. Lucas Jones dal 2014 al 2020 e nuovamente per poco nel 2024.
Tra il 2004 e il 2006 ha fatto parte del cast della serie televisiva Desperate Housewives nel ruolo di Justin, giardiniere di Gabrielle Solis (Eva Longoria) e ragazzo di Andrew Van de Kamp (Shawn Pyfrom).
Carnes è stato il protagonista della commedia romantica a tematica omosessuale Eating Out (2004), ha recitato in Surf School nel 2006 ed ha anche preso parte nel video della canzone Mistake dell'attrice e cantante australiana Stephanie McIntosh. Infine, nel 2009 è protagonista di una miniserie tv nelle vesti di Kit Walker o meglio The Phantom, tratto dall'omonimo fumetto creato da Lee Falk nel 1936.
Nonostante abbia interpretato una serie di personaggi gay in Desperate Housewives, General Hospital e Eating Out, l'attore ha dichiarato in varie interviste di non essere gay.
È apparso anche nei telefilm The Closer, CSI: NY e CSI: Miami.

## Filmografia

### Cinema
- Eating Out (2004)
- Thicker than Water (2005)
- Surf School (2006)
- Anderson's Cross (2007)
- Leaving Barstow (2007)
- Trailer Park of Terror (2008)

### Televisione
- General Hospital (2004-2005, 2014-2020, 2024)
- Desperate Housewives (2004-2006)
- The Closer (2005)
- CSI: NY (2005)
- CSI: Miami (2007)
- The Phantom (2009)

## Doppiatori italiani
Nelle versioni in italiano delle opere in cui ha recitato, Ryan Carnes è stato doppiato da:
- Mirko Mazzanti in Desperate Housewives
- Marco Vivio in The Closer
- Alessandro Tiberi in CSI: NY
- Francesco Venditti in CSI: Miami